# Rožmberk nad Vltavou
Rožmberk nad Vltavou è una città della Repubblica Ceca facente parte del distretto di Český Krumlov, in Boemia Meridionale.

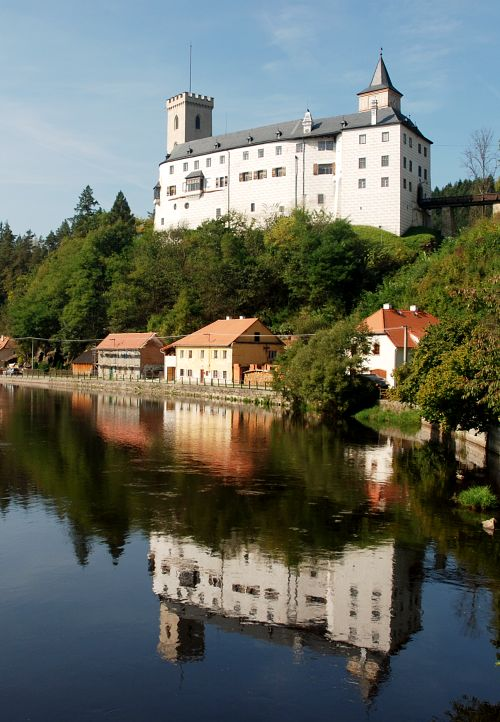
Il castello di Rožmberk

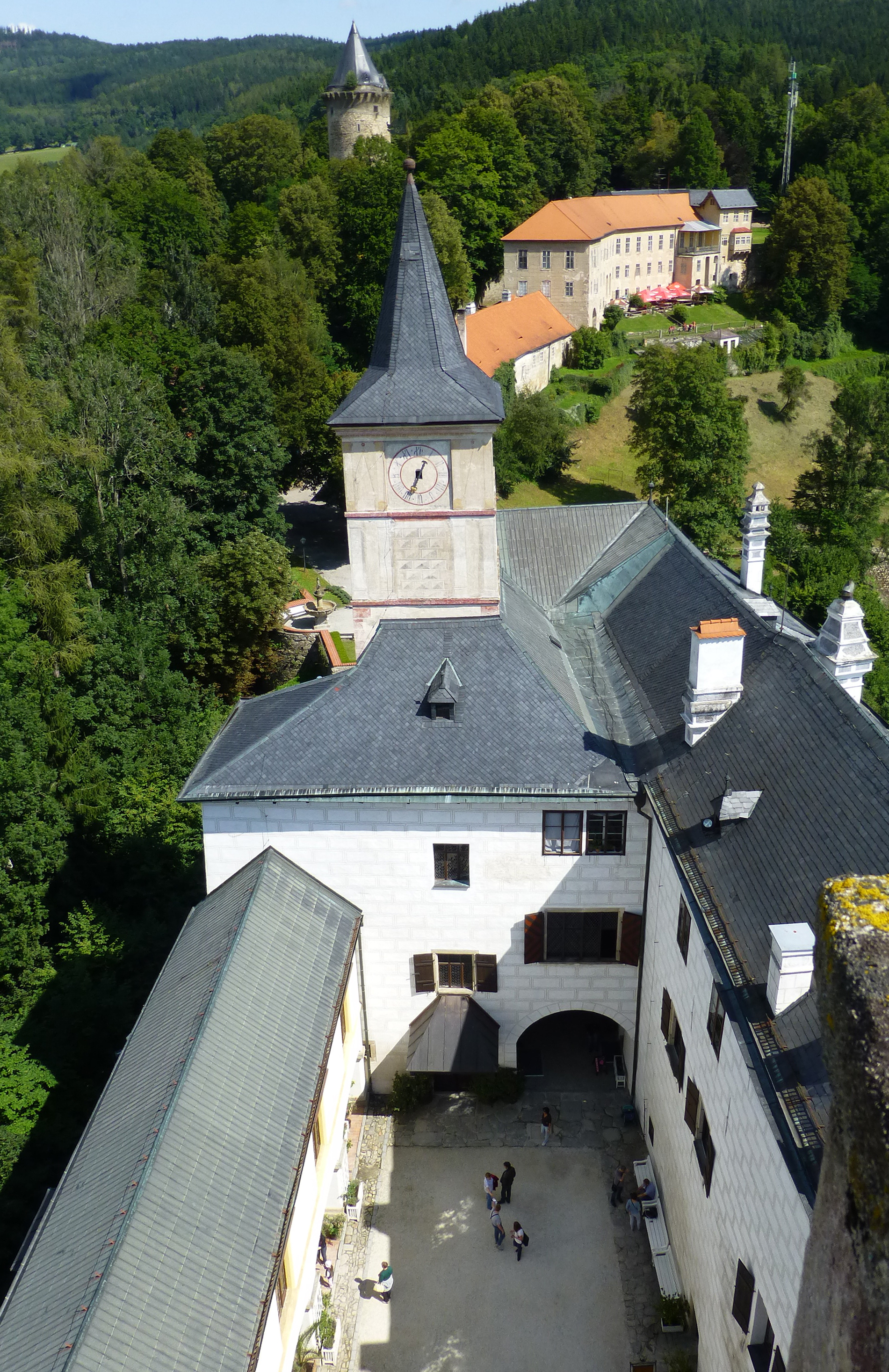
La corte interna del castello; in secondo piano, la torre circolare detta Jakobínka

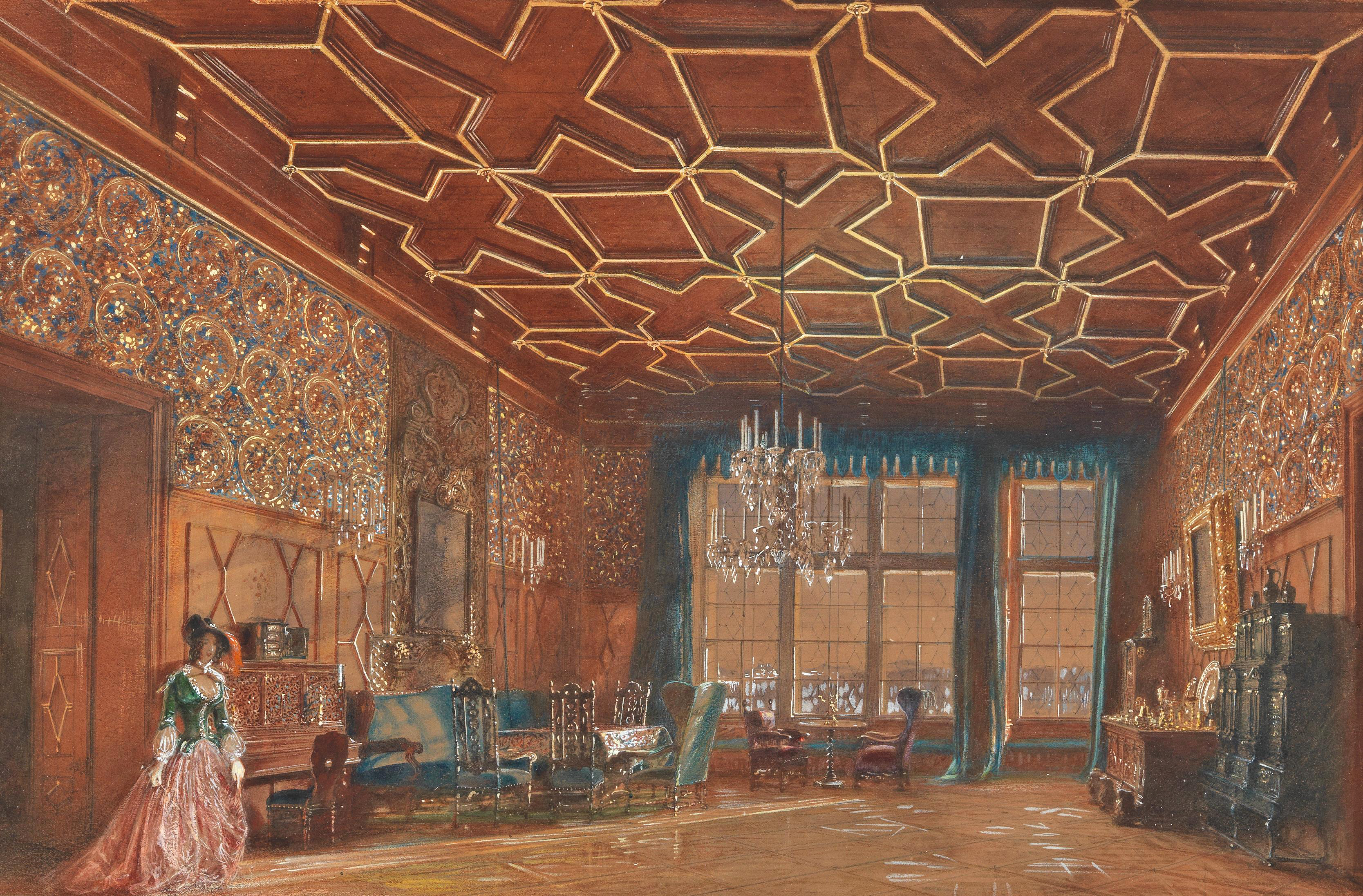
Un interno del castello in un dipinto di Rudolf von Alt

## Castello
Il castello superiore risale alla prima metà del XIII secolo: una parte di questa fortezza, comprendente la cosiddetta torre Jakobínka, fu ingrandita nel XIV secolo, quando furono costruiti due castelli separati.  Fino alla fine del XVI secolo il castello era di proprietà della famiglia Rosenberg, che dal toponimo ricevette proprio il suo nome.  Dal 1619 al 1945 il castello passò nelle mani della famiglia Buquoy.
Nel XVI secolo, sotto la direzione del ticinese Baldassare Maggi, l'originaria fortezza fu trasformata in un castello, che fu poi ingrandito e parzialmente rinnovato in stile neogotico negli anni 1840-1857.
Gli interni storici custodiscono numerose collezioni dei proprietari e una galleria di ritratti.  Particolarmente pregevole è la Sala dei Cavalieri, con soffitto a cassettoni dell'inizio del XVII secolo.